# Regimiento Real de Lima
El Regimiento Real de Lima fue una unidad de infantería de línea perteneciente al Ejército Real del Perú, habiendo sido uno de los más antiguos al servicio del Imperio español y el de mayor presencia en los diversos frentes de las guerras de independencia hispanoamericana. El regimiento fue creado en 1787 y se extinguió por Real Orden en 1815. Sus compañías y batallones dieron lugar a la formación de dos unidades más. Las compañías del Real de Lima pasaron a formar el núcleo para crear otro nueva unidad, el Batallón de Partidarios del Alto Perú en 1813 y la integración de los dos batallones del Real de Lima al completo en 1817 para elevar el pie de fuerza del Batallón Infante Don Carlos hasta el rango de un nuevo regimiento de tres batallones. 

## Origen
Sus primeras compañías fueron formadas en la capital del virreinato en el año de 1753. En 1772 fue elevado a batallón siendo conocido como Batallón Fijo de Lima, en 1787 tras la rebelión de Túpac Amaru II y ante la necesidad de aumentar el ejército el virrey Teodoro de Croix solicitó a la corona que este batallón fuera elevado a regimiento siendo nombrado entonces Regimiento Real de Lima. Contaba en esa época con 1.468 plazas divididos en 3 batallanos de 7 compañías cada uno.

## Símbolos
La Bandera del Regimiento Real de Lima se conserva en los museos de España y se describe en sus catálogos. Se trata de una enseña de batallón, bordada en tafetán blanco. La cruz de Borgoña era roja, y en los cuatro extremos de ella, el símbolo de la ciudad se encuentra dentro de cartelas o cuadros de seda azul. Dentro de ella se repite un escudo circular azul que contiene la estrella en plata y las tres coronas en dorado con que se blasonó la Ciudad de los Reyes (Lima). De fondo, bajo Corona real de España, está el Águila bicéfala en plata, que está flanqueada por las columnas de Hércules con el lema Plus Ultra.
Esas piezas heráldicas dispuestos en idéntica forma los ostenta también otra bandera en el Museo de Artillería, en cuyo paño se lee la inscripción: Brigada del Real Cuerpo de Artillería de Lima, y que perteneciera al Regimiento Infantería Real de Lima, único, que pudo ostentar en escudo Real y los blasones de la ciudad de Lima. 
Los colores de la uniformidad del regimiento Real de Lima se describen en los estados militares de España como: casaca y pantalón azul; cuello, solapa, vuelta y forro de la casaca y chupa o chaleco en rojo encarnado; botón blanco, con un bordado de plata en el collarín o cuello.

## La guerra de independencia

### Primera campaña en Quito (1809 - 1810)
La primera expedición militar de la cual el regimiento tomó parte fue la que el virrey José Fernando de Abascal ordenó contra la insurrecta Junta de Gobierno Autónoma de Quito, que en 1809 se declaró independiente de la corona española iniciándose de esta manera los primeros movimientos independentistas en la América española.
Estuvo al mando de la expedición el coronel Manuel Arredondo, comandante del regimiento real de lima, quien con 480 hombres de su cuerpo y apoyado por otras unidades realistas logró someter a los insurrectos luego del sangriento episodio ocurrido en el Motín del 2 de agosto de 1810 de la ciudad de Quito, en el cual los rebeldes atacaron el cuartel del regimiento con la finalidad de liberar a los prisioneros siendo rechazados y desatándose un combate en las calles de la ciudad que causó numerosos muertos a los insurgente. Las represalias culminaron finalmente por intermediación del obispo José Cuero y Caicedo.

### En el ejército de operaciones del Alto Perú (1809 - 1816)
Una fuerza de 200 efectivos del Real de Lima fueron enviadas contra los revolucionarios de La Paz en 1809. El segundo batallón del regimiento formó parte del ejército expedicionario del general arequipeño José Manuel de Goyeneche, que el 20 de junio de 1811 obtuvo una decisiva victoria en la batalla Guaqui sobre el ejército patriota de Buenos Aires dirigido por el general Antonio González Balcarce, el cual había ocupado el Alto Perú y amenazaba con extender la insurrección en las provincias bajas, impidiendo de esta manera que los patriotas tacneños dirigidos por Francisco Antonio de Zela tomaran contacto con los porteños y su rebelión fuera fácilmente sofocada.
En 1812, tras el retiro de Goyeneche del mando del ejército, el segundo batallón combatió en las batallas de Tucumán y Salta, las cuales fueron derrotas para el ejército real comandado ahora por Tristán. Sin embargo al año siguiente combatió victoriosamente en las batallas de Vilcapugio y Ayohuma tomando parte de la ofensiva realista dirigida por el mariscal Joaquín de la Pezuela llegando a ocupar la ciudad de Salta en 1814.
En 1813 el virrey Pezuela en su base del río Desaguadero, forma un nuevo batallón ligero. Toma para ello  la primera compañía del Real de Lima para formar un cuerpo militar con las tropas juramentadas que retornaron tras la batalla de Salta y al que por su decisión a la causa realista llamó de "Partidarios" del ejército del Alto Perú. En 1816, los restos de las compañías del Real de Lima que aún se encontraban en el frente altoperuano fueron incorporados en el batallón de Partidarios que ayudó a crear. Este batallón se extinguiría en 1825 a la muerte del general Pedro Antonio Olañeta.
En 1816, su plana mayor está formada por:
- Coronel, brigadier Gabino Gaínza
- Teniente coronel, coronel Francisco Gil
- Comandante, coronel Antonio Suárez
- Sargento mayor, coronel Antonio Valle

### En el ejército de operaciones del Reino de Chile (1814 - 1818)
En 1814, el virrey Abascal nombró al coronel Gabino Gainza, jefe del regimiento Real de Lima, como capitán general del reino de Chile y general en jefe de las fuerzas reales con la misión de continuar la campaña contra los independentistas chilenos. Al partir Gainza llevó consigo 200 soldados escogidos de su antiguo regimiento, los cuales combatieron junto a las unidades realistas chilenas en las diversas acciones de la guerra. Sin embargo el armisticio que Gainza firmó con los líderes patriotas fue desaprobado por el virrey quien escogió para reemplazarlo, al brigadier Mariano Osorio, que tomando el mando del ejército realista en Chile derrotó en Rancagua al ejército patriota de O'Higgins y provocaron la caída del gobierno independiente.
En 1815, por su lealtad y constancia el rey Fernando VII, dentro de la reforma general del ejército, a través de la Real Orden del 6 de noviembre de 1815, premió a las tropas del regimiento real de Lima, destinando sus dos batallones a elevar el pie de fuerza del nuevo Regimiento del Real Infante Don Carlos, para lo cual dispuso que los 500 soldados españoles expedicionarios del batallón Infante Don Carlos, enviados al Perú vía Panamá al mando del coronel Juan Antonio Monet se refundieran con los de Lima en este nuevo regimiento del ejército real del Perú, al que se le reconocería la misma antigüedad del regimiento peninsular. En noviembre de 1816 desembarcaron en el puerto de Huacho los primeros soldados del batallón Infante arribando los restantes al Callao poco después, eran algo más de 300 individuos los que habían logrado arribar a su destino luego de sufrir numerosas bajas por enfermedad en la travesía vía Portobelo, Chagres y Panamá.
En 1818, tras el contraste sufrido por los realistas en Chacabuco, el ahora ya regimiento Real Infante Don Carlos, envió a Chile su segundo batallón al mando del coronel Primo de Rivera como parte de la segunda expedición del general Osorio. Combatió en la batalla de Cancha Rayada, donde los realistas obtuvieron la victoria, y en la de Maipú, donde el batallón fue destruido y sus restos del regimiento retornados al Perú fueron incorporados al tercer batallón, siendo aumentado su número con jóvenes voluntarios limeños.

### En la guerra en el Perú (1819 - 1826)
Compuesto ahora el regimiento de dos batallones y tras el desembarco de la expedición libertadora del general José de San Martín hizo las campañas de la guerra de independencia peruana. Uno de sus batallones, el primero, formó con el ejército realista que en 1824 y sucumbió en Ayacucho mientras que el otro, el tercero, se mantuvo en el sitiado puerto del Callao hasta 1826, año en que finalmente capituló la guarnición. El general en jefe de los castillos del Callao, el mariscal José Ramón Rodil, obtuvo en las condiciones de capitulación, que la bandera de su antiguo regimiento Arequipa, que había mandado desde la campaña chilena de 1818, y la del Real Infante Don Carlos, en el que había llegado al Perú como capitán, permanecieran en su poder, trasladándose con ellas a España.